# Davallia canariensis
Davallia canariensis là một loài dương xỉ trong họ Davalliaceae. Loài này được L. Sm. mô tả khoa học đầu tiên năm 1793.

## Hình ảnh

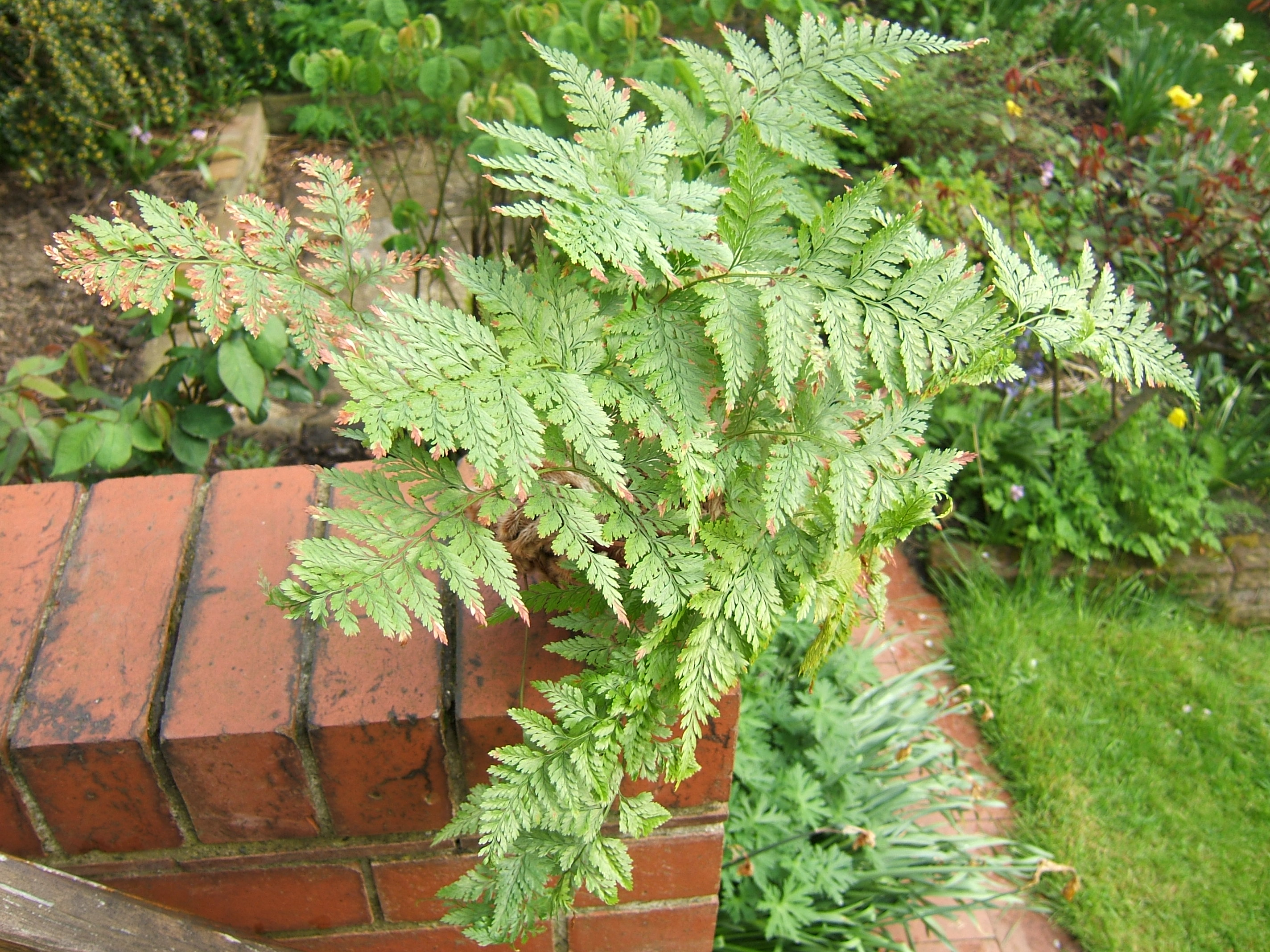
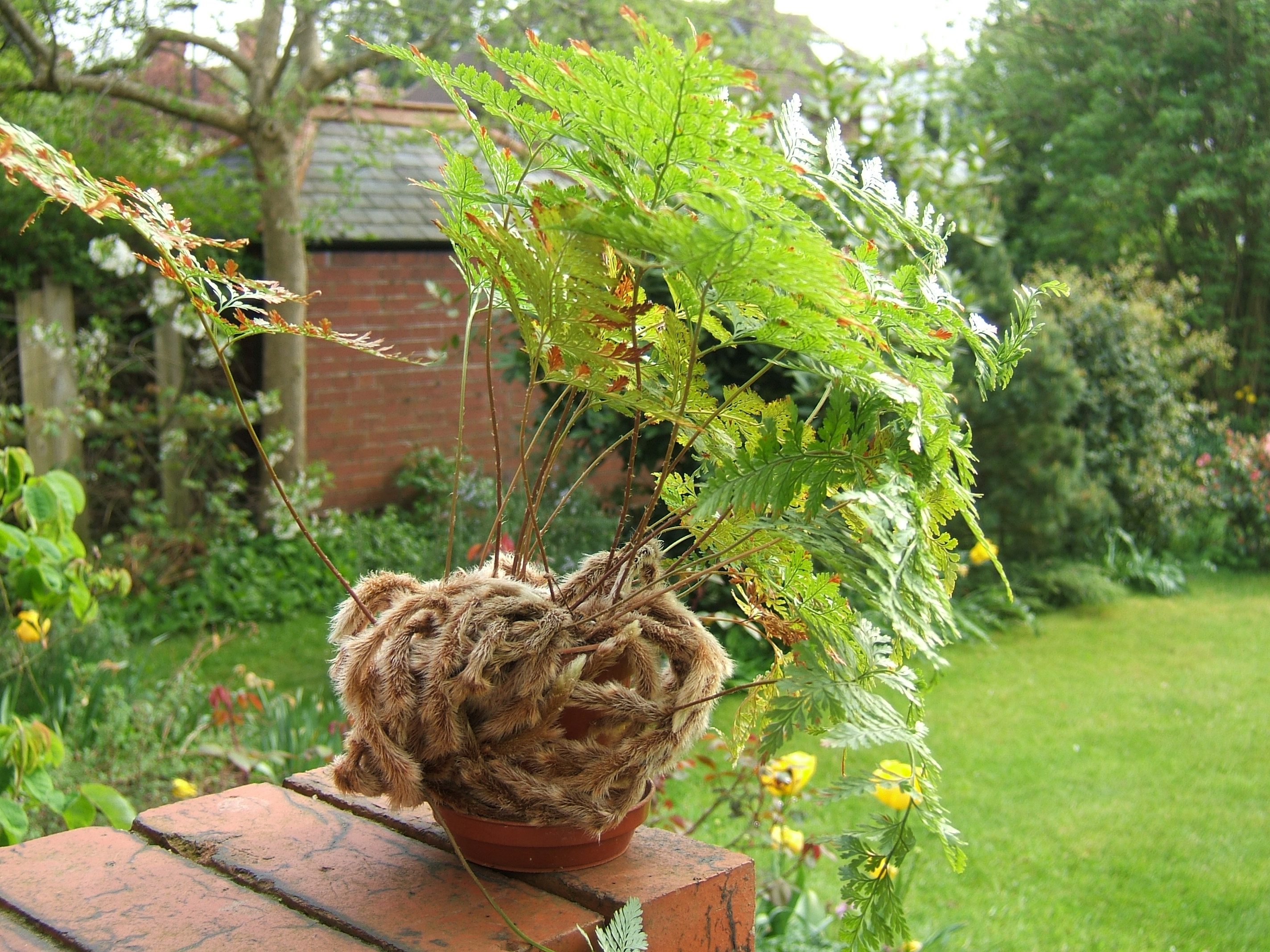
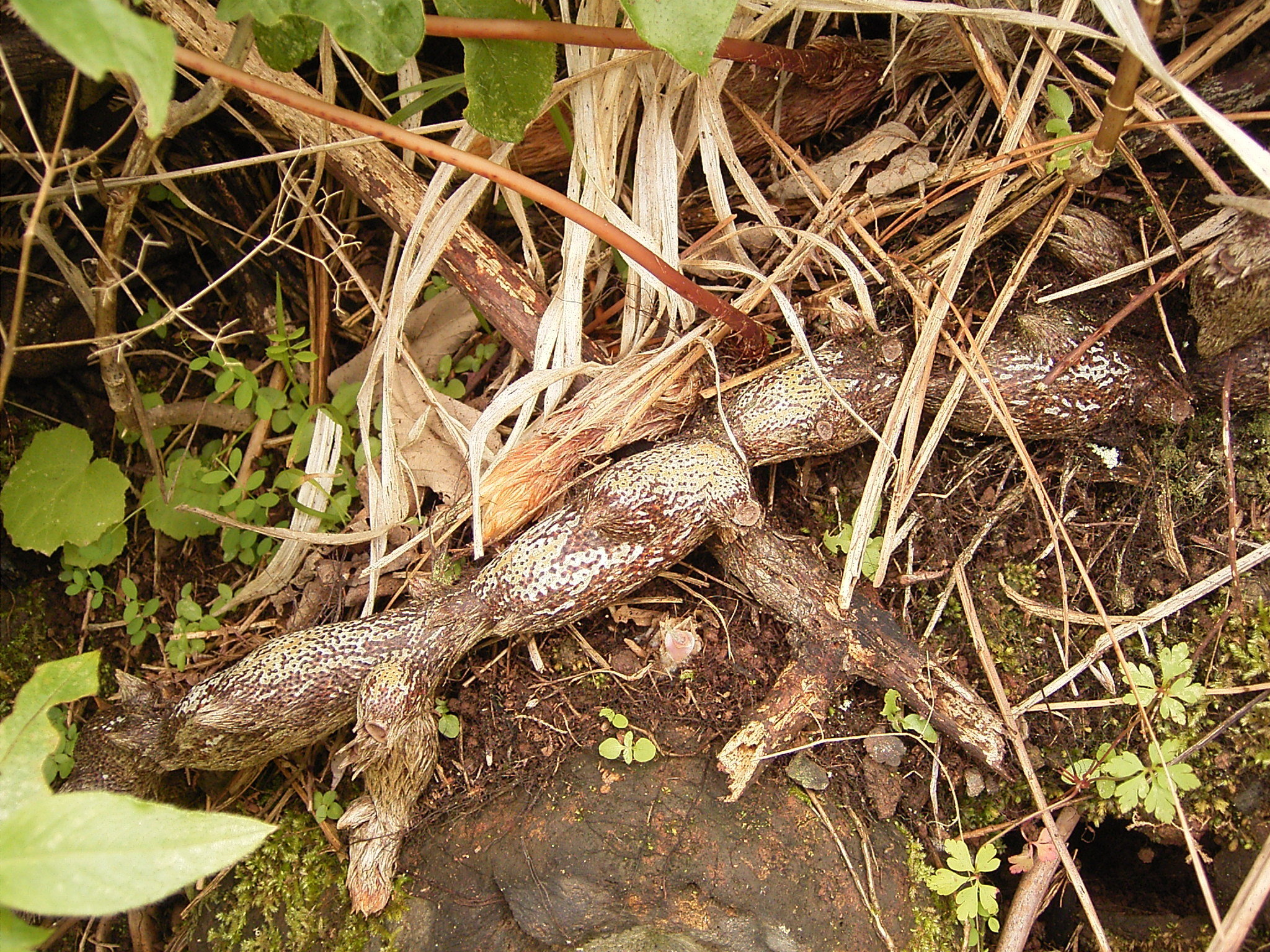
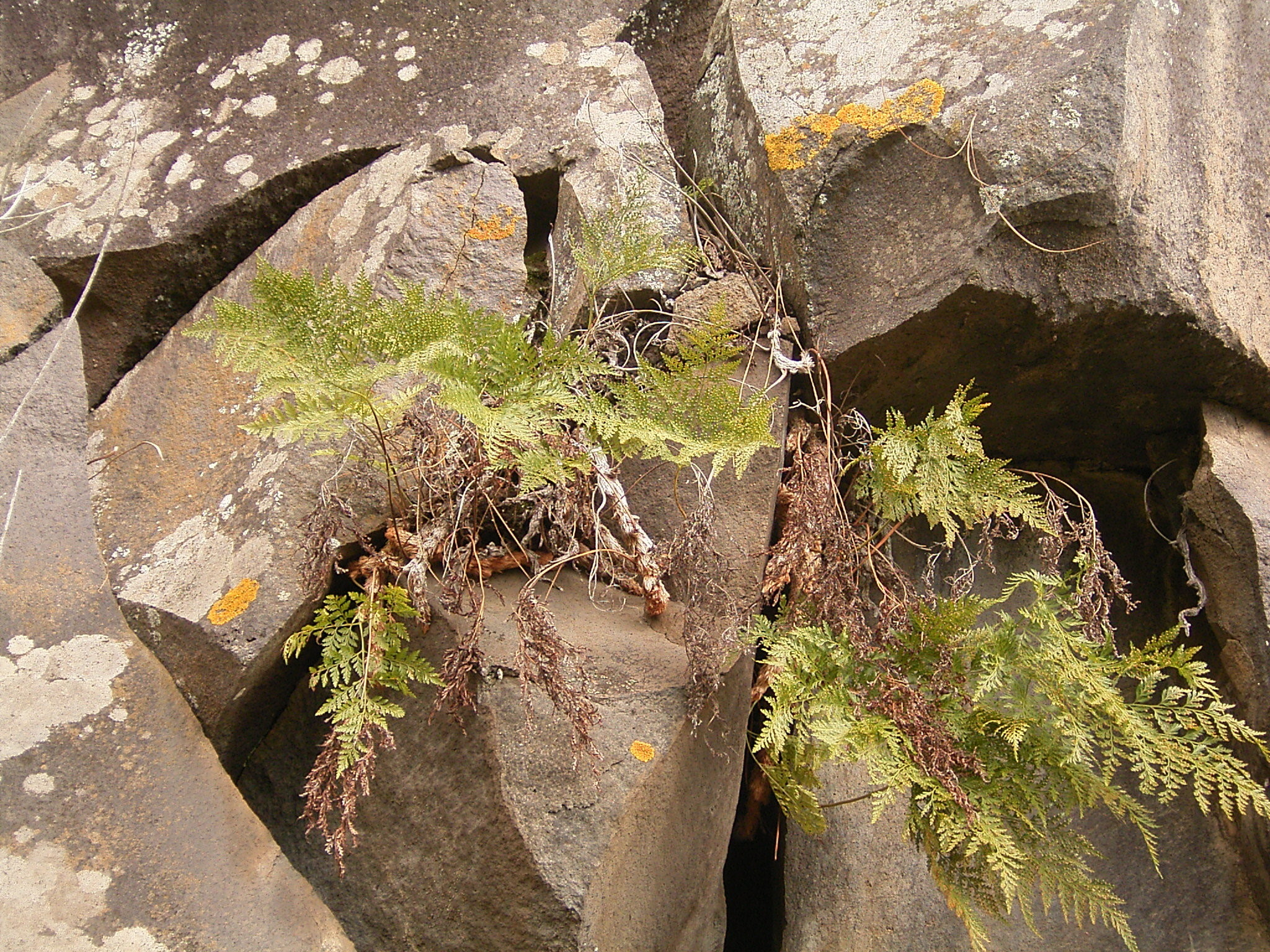